# Le Gamin artificiel
Le Gamin artificiel (titre original : The Artificial Kid) est un roman de science-fiction de Bruce Sterling, publié en 1980.

## Résumé
Le gamin artificiel est un combattant hors pair. Il affronte d'autre combattants dans la zone décriminalisée de Rêverie pour le plus grand bonheur de ses milliers de fans qui suivent ses aventures grâce à une ribambelle de caméras volantes flottant en permanence autour de lui.
Tout se passe bien pour lui jusqu'à ce qu'il se fasse embarquer bien malgré lui dans une affaire politique qui l'obligera à abandonner sa vie pour s'enfuir à travers les endroits les plus inhospitaliers.

## Quelques éléments intéressants
- L'effacement puis la « renaissance » des personnes. En effet une technologie permet d'effacer l'ancienne personnalité d'un corps pour y placer une nouvelle. Cette opération a pour caractéristique de rallonger la vie de la personne, même si celle-ci ne se souvient plus de son ancienne vie.
- Les caméras sont très présentes, elles représentent un moyen pour les rêverides (habitants de la planète Rêverie) d'explorer la surface ou même les fonds marins. Elles agissent comme de véritables drones.
- Le « Corps de Crossbow » est une caractéristique de la planète Rêveride, sorte d'énorme moisissure qui recouvre une partie de la surface et qui crée la vie à partir de l'ADN qu'il récupère, son but est apparemment de se répandre sur toute la planète et d'assimiler toutes formes de vie.

## Édition française
- Denoël, collection Présence du futur no 341, 1982  (ISBN 2-207-30341-1)